# Fynn Schott
Fynn Schott (* 13. April 2006) ist ein österreichischer Basketballspieler.

## Werdegang
Der aus Altenmarkt stammende Schott begann im Alter von sechs Jahren mit dem Basketball. 2021 spielte er erstmals für die Fürstenfeld Panthers in der 2. Bundesliga. Er war im Spieljahr 2021/22 als Leistungsträger am Aufstieg der von Pit Stahl als Trainer betreuten Steirer in die höchste Liga Österreichs beteiligt und traf im entscheidenden Spiel gegen Güssing/Jennersdorf in den Schlusssekunden zwei Freiwürfe, die den Endstand von 58:55 herstellten.
In der Sommerpause 2023 wechselte Schott zum spanischen Drittligisten CB Gran Canaria II.

### Nationalmannschaft
Bei der B-Europameisterschaft der Altersklasse U16 erzielte Schott im August 2022 im Mittel 14,7 Punkte sowie 14,3 Rebounds je Spiel. Während des Turniers lieferte er insbesondere gegen Georgien mit 22 Punkten sowie 23 Rebounds und gegen Ungarn mit 32 Punkten sowie 22 Rebounds Spitzenwerte ab.
Im Juli 2022 bestritt Schott unter Trainer Raoul Korner sein erstes Länderspiel für Österreichs Herrennationalmannschaft, war zu diesem Zeitpunkt 16 Jahre, zwei Monate und 20 Tage alt. In der Rangliste der jüngsten A-Basketballnationalspieler Österreichs setzte er sich damit an die Spitze. Im Sommer 2023 nahm er mit Österreichs Jugendauswahl an der B-Europameisterschaft der Altersklasse U18 teil, kam im Turnierverlauf auf Mittelwerte von 9,1 Punkten sowie 10,9 Rebounds je Begegnung.